# 2436 Хатшепсут
2436 Хатшепсут (2436 Hatshepsut) — астероїд головного поясу, відкритий 24 вересня 1960 року.
Тіссеранів параметр щодо Юпітера — 3,186.